# Billy (rasa psa)
Billy – rasa psa, należąca do grupy psów gończych i posokowców, podlegająca pod sekcję psów gończych. Podlega próbom pracy.

## Rys historyczny
Rasa powstała w XIX wieku w wyniku krzyżowania przez Gastona Hublota de Rivaulta gończych céris, wymarłych montemboeufów, foxhoundów i larye. Jej nazwa pochodzi od miejsca zamieszkania jej twórcy – Château de Billy. Wojnę przeżyły jedynie dwa psy, w oparciu o które syn Gastona Hublota odtworzył rasę.

## Wygląd
Głowa kształtna średniej wielkości z lekko wysklepioną czaszką, kwadratowym pyskiem i żuchwą przykrytą górną wargą. Nogi mocne, podobnie jak stopy. Ogon długi i silny. 
Szata krótka, szorstka. Pies zawsze krótkowłosy. 
Umaszczenie jasne – białe, białe z jasnobrązowym, pomarańczowym lub cytrynowym.

## Zachowanie i charakter
Pies inteligentny i aktywny. Potrzebuje dużo ruchu i zabawy. 

## Użytkowość
Rasa wykorzystywana do polowań na grubego zwierza, zwłaszcza dzika i jelenia.